# روبرت بولو
روبرت بولو (بالفرنسية: Robert Bouloux)‏ ولد بتاريخ 20 مايو 1947 في فرنسا، هو دراج فرنسي سابق. سبق أن شارك في دورة الألعاب الأولمبية الصيفية.

## روابط خارجية
- روبرت بولو على موقع أرشيف الدراجات (الإنجليزية)
- روبرت بولو على موقع إحصائيات الدراجات الإحترافية (الإنجليزية)
- روبرت بولو على موقع أوليمبيديا (الإنجليزية)